# Harald Schwaetzer
Harald Schwaetzer (* 1967 in Telgte) ist ein deutscher Philosoph.

## Leben
Schwaetzer studierte evangelische Theologie, Latein, Philosophie und Pädagogik an der Universität Münster und wurde dort 1997 in Philosophie bei Ulrich Hoyer promoviert. Er habilitierte sich 2006 an der Universität Trier. Er wurde dort an das Institut für Cusanus-Forschung berufen. Von 2009 bis 2014 wurde er als Professor an die private anthroposophisch geprägte Alanus Hochschule berufen. Er war mit der ebenfalls in Alfter tätigen Ökonomin Silja Graupe im Gründungsteam der Cusanus Hochschule, heute Hochschule für Gesellschaftsgestaltung. 2020 verließ er im Streit um die Ausrichtung der Hochschule und Differenzen mit Graupe die Hochschule. Gegenwärtig hat er die akademische Leitung der Kueser Akademie für Europäische Geistesgeschichte inne sowie eine Professur an der Hochschule Biberach.
Zudem leitet er mit Lydia Fechner und Johanna Hueck den Verein Philosophisches Seminar in Kues. Er ist Mitherausgeber der „Allgemeinen Zeitschrift für Philosophie“, der „Internationalen Zeitschrift für Kulturkomparatistik“ und „Coincidentia. Zeitschrift für europäische Geistesgeschichte“, Mitherausgeber der Buchreihen „Texte und Studien zur europäischen Geistesgeschichte“ und „Philosophie interdisziplinär“.